# Namibesia pallida
Sous-famille
Genre
Espèce
Synonymes
- Namibesia purpurea Lawrence, 1962

Namibesia pallida, unique représentant du genre Namibesia et de la sous-famille des Namibesiinae, est une espèce de solifuges de la famille des Daesiidae.

## Distribution
Cette espèce est endémique de Namibie. Elle se rencontre dans le désert du Namib.

## Description
La femelle holotype mesure 25 mm.

## Publications originales
- Lawrence, 1962 : Solifuges, Scorpions and Chilopoda of the Namib Desert. Annals of the Transvaal Museum, vol. 24, p. 213-222.
- Wharton, 1981 : Namibian Solifugae (Arachnida). Cimbebasia Memoir, no 5, p. 5-87.